# مسجد مغاک عطاری
مسجد مغاک عطاری (ازبکی: Magʻoki Attori masjidi، تاجیکی: Масҷиди Мағокии Атторӣ،) یک مسجد تاریخی در شهر بخارای کشور ازبکستان است و بخشی از مجموعهٔ دینی-تاریخی لب حوض می‌باشد.
این مسجد در میانهٔ تاریخی بخارا، نزدیکِ ۳۰۰ متری جنوب باختری پای کلان، ۱۰۰ متری جنوب باختری گنبد بازرگانی طاق تلپک‌فروشان و ۱۰۰ متری خاورِ لب حوض جای دارد.
و بخشی از میراث جهانی یونسکو میانهٔ تاریخی بخارا است. امروزه از این مسجد در جایگاه موزهٔ فرش بهره برده می‌شود.

## بن‌مایه
- همکاری‌کنندگان ویکی‌پدیا، «Magok-i-Attari Mosque»، ویکی‌پدیای انگلیسی، دانشنامهٔ آزاد (بازیابی ۰۶ دی ۱۴۰۰)

1. ↑  Pander: Zentralasien, 2004, P.161
2. ↑  در فارسی مغاک منسوب است به مَغ که به معنی ژرفا است و واژه ٔ «اک» برای نسبت است. و معنی کلی‌اش نزدیک به «زمین فرورفته» است.